# Ricky Martin/Auszeichnungen für Musikverkäufe

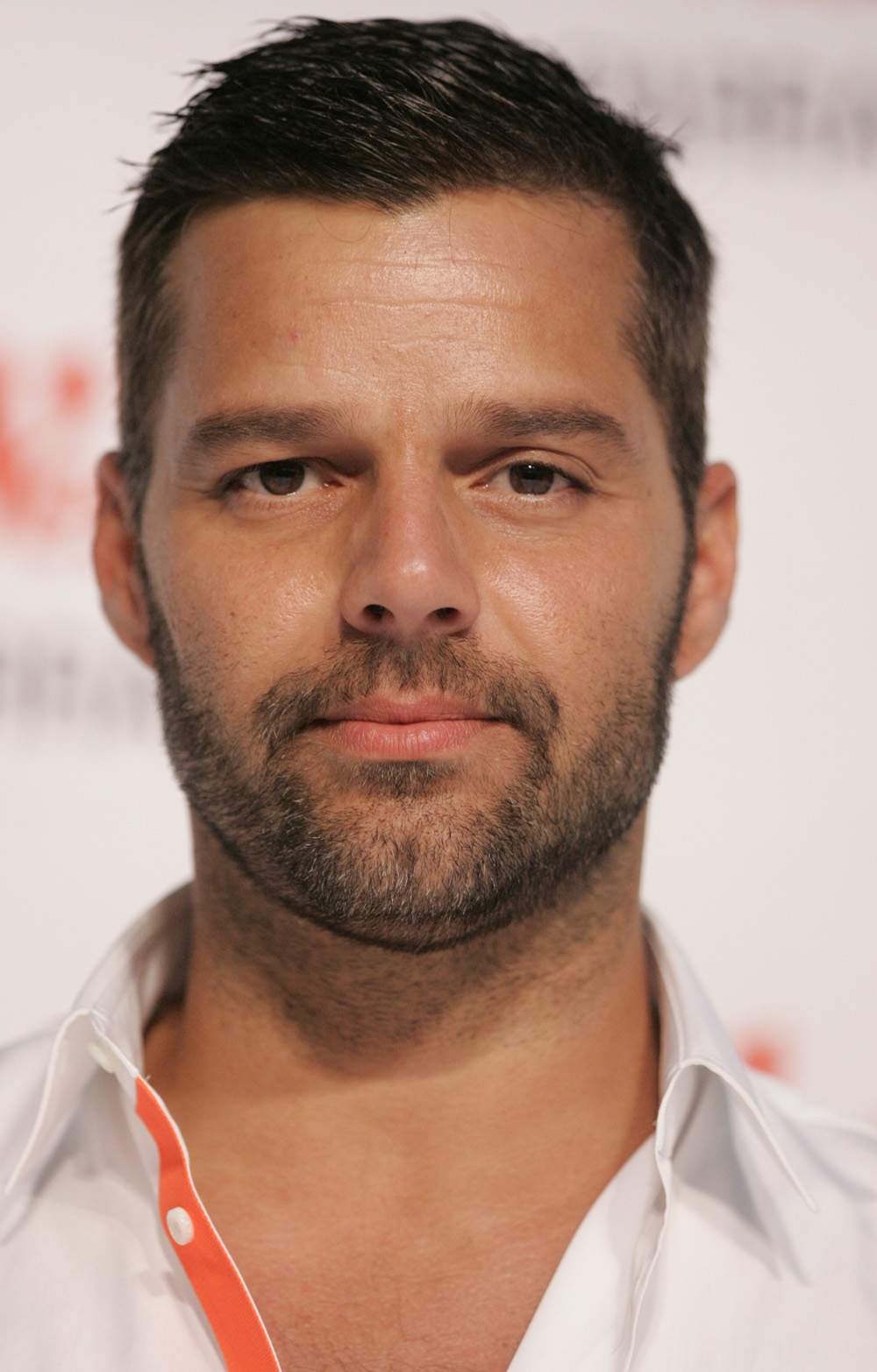
Ricky Martin (2013)

Dies ist eine Übersicht über die Auszeichnungen für Musikverkäufe des puerto-ricanischen Pop-Sängers Ricky Martin. Die Auszeichnungen finden sich nach ihrer Art (Gold, Platin usw.), nach Staaten getrennt in chronologischer Reihenfolge, geordnet sowie nach den Tonträgern selbst, ebenfalls in chronologischer Reihenfolge, getrennt nach Medium (Alben, Singles usw.), wieder.

## Auszeichnungen
| - Frankreich - 1999: für die Single Livin’ la Vida Loca - 2006: für die Single It’s Alright - Portugal - 2003: für das Album Almas del silencio - Vereinigtes Königreich - 2001: für die Single She Bangs - 2020: für die Single Nobody Wants to Be Lonely - Argentinien - 2000: für das Album Sound Loaded - 2005: für das Album Life - 2007: für das Album Black and White Tour - 2011: für das Album Música + alma + sexo - 2016: für die Single Vente pa’ ca - Australien - 1999: für die Single She’s all I Ever Had - 1999: für die Single Shake Your Bon-Bon - 2001: für die Single Nobody Wants to Be Lonely - 2013: für die Single Come With Me - 2013: für das Album Greatest Hits: Souvenir Edition - Belgien - 1997: für die Single Te extraño, te olvido, te amo - 1999: für die Single Livin’ la Vida Loca - Brasilien - 2000: für das Album Ricky Martin - 2022: für die Single La mordidita - 2022: für die Single Livin’ la Vida Loca - 2023: für das Lied No se me quita - Dänemark - 2001: für die Single She Bangs - 2001: für die Single Nobody Wants to Be Lonely - 2001: für das Album Sound Loaded - 2001: für das Album The Best of Ricky Martin - 2022: für die Single Livin’ la Vida Loca - Deutschland - 1998: für die Single The Cup of Life / La copa de la vida - 1997: für die Single María - 1999: für das Album Ricky Martin - 1999: für die Single Livin’ la Vida Loca - 2000: für das Album Sound Loaded - Finnland - 1997: für das Album A Medio Vivir - 1998: für das Album Vuelve - 1999: für das Album Ricky Martin - 2000: für das Album Sound Loaded - 2007: für das Album The Best of Ricky Martin - Frankreich - 1997: für die Single Te extraño, te olvido, te amo - 1998: für das Album Vuelve - 1999: für das Album Ricky Martin - 2023: für die Single Vente pa’ ca - Italien - 2016: für die Single Adrenalina - 2019: für die Single Livin’ la Vida Loca - Japan - 1998: für das Album Vuelve - Kanada - 2019: für die Single Vente pa’ ca - Mexiko - 2001: für das Album La Historia - 2005: für das Album Life - 2006: für den Ringtone Tu recuerdo - 2007: für das Album Black and White Tour - 2011: für die Single Más - 2016: für die Single Come With Me - 2018: für die Single Vida - 2018: für die Single Perdóname - 2021: für das Lied Recuerdo - 2022: für die Single Cancion boníta - Neuseeland - 1998: für die Single María - 2001: für die Single She Bangs - Norwegen - 1999: für das Album Vuelve - 1999: für die Single The Cup of Life / La copa de la vida - 2000: für die Single Livin’ la Vida Loca - 2000: für das Album Sound Loaded - Österreich - 1999: für das Album Ricky Martin - Philippinen - 1999: für das Album Ricky Martin - Polen - 1999: für das Album Vuelve - 2001: für das Album Sound Loaded - 2024: für die Single La mordidita - Schweden - 1997: für die Single María - 1999: für die Single Livin’ la Vida Loca - 2000: für die Single She Bangs - 2001: für die Single Private Emotion - 2001: für die Single Nobody Wants to Be Lonely - 2017: für die Single Vente pa’ ca - Schweiz - 1997: für das Album A Medio Vivir - 1997: für die Single María - 1998: für die Single The Cup of Life / La copa de la vida - 2000: für das Album Sound Loaded - 2002: für die Single Nobody Wants to Be Lonely - 2003: für das Album Almas del silencio - Spanien - 2001: für das Album La Historia - 2006: für das Album MTV Unplugged - 2007: für das Videoalbum Black & White Tour - 2015: für die Single Adiós - 2018: für die Single Fiebre - 2022: für das Lied No se me quita - 2024: für die Single Livin’ la Vida Loca - 2024: für die Single Falta amor - Venezuela - 2015: für das Album A Quien Quiera Escuchar - Vereinigte Staaten - 1997: für das Album A Medio Vivir - 1999: für die Single She’s all I Ever Had - 2006: für das Videoalbum MTV Unplugged - 2011: für das Album Música + alma + sexo (Latin) - 2020: für die Single Cántalo - 2021: für die Single Qué Rico Fuera (Latin) - Vereinigtes Königreich - 2001: für das Album The Best of Ricky Martin - 2013: für das Videoalbum The Video Collection | - Argentinien - 1999: für das Album Ricky Martin - 2001: für das Album La Historia - 2003: für das Album Almas del silencio - 2006: für das Videoalbum MTV Unplugged - Australien - 1998: für die Single María - 1998: für die Single The Cup of Life / La copa de la vida - 2000: für die Single She Bangs - 2001: für das Album The Best of Ricky Martin - Belgien - 1997: für das Album A Medio Vivir - 1998: für die Single The Cup of Life / La copa de la vida - Chile - 2017: für die Single Vente pa’ ca - Europa - 1998: für das Album A Medio Vivir - 1998: für das Album Vuelve - 2000: für das Album Sound Loaded - Frankreich - 1998: für die Single The Cup of Life / La copa de la vida - 1998: für das Album A Medio Vivir - Italien - 2017: für die Single La mordidita - 2017: für die Single Vente pa’ ca - Japan - 2000: für das Album Sound Loaded - Kolumbien - 2015: für das Album A Quien Quiera Escuchar - Mexiko - 1999: für das Album Vuelve - 2003: für das Album Almas del silencio - 2011: für das Album Música + alma + sexo - 2013: für die Single Lo Mejor de Mi Vida Eres Tú - 2015: für die Single Adrenalina - 2017: für die Single Disparo al corazón - 2018: für das Album A Quien Quiera Escuchar - 2019: für die Single Fiebre - Neuseeland - 2001: für das Album Sound Loaded - 2022: für die Single Livin’ la Vida Loca - Niederlande - 2000: für das Album Ricky Martin - Norwegen - 2000: für das Album Ricky Martin - Polen - 1999: für das Album Ricky Martin - 2022: für die Single Vente pa’ ca - Portugal - 1998: für das Album Vuelve - Schweden - 1998: für das Album Vuelve - 2000: für das Album Ricky Martin - 2001: für das Album Sound Loaded - 2001: für das Album La Historia - Schweiz - 1998: für das Album Vuelve - 1999: für das Album Ricky Martin - 2018: für die Single Vente pa’ ca - Spanien - 2003: für das Album Almas del silencio - 2025: für die Single El ultimo adiós - Uruguay - 1999: für das Album Vuelve - Venezuela - 2011: für das Album Música + alma + sexo - Vereinigte Staaten - 1999: für das Album Vuelve - 1999: für die Single Livin’ la Vida Loca - 1999: für das Videoalbum The Video Collection - 2000: für das Videoalbum One Night Only - 2011: für das Album Música + alma + sexo (Deluxe Edition) (Latin) - 2015: für das Album A Quien Quiera Escuchar (Latin) - 2018: für die Single Fiebre (Latin) - 2019: für das Lied No se me quita (Latin) - 2021: für die Single Falta amor (Latin) - Vereinigtes Königreich - 1999: für das Album Ricky Martin - 2001: für das Album Sound Loaded - Zentralamerika - 2022: für die Single Cancion boníta - Mexiko - 2001: für das Album Sound Loaded - 2017: für die Single Adiós | - Argentinien - 2006: für das Album MTV Unplugged - 2015: für das Album A Quien Quiera Escuchar - Australien - 1999: für das Album Vuelve - 2001: für das Album Sound Loaded - 2013: für die Single Livin’ la Vida Loca - Belgien - 1997: für die Single María - Chile - 2011: für das Album Música + alma + sexo - 2016: für das Album A Quien Quiera Escuchar - Europa - 1999: für das Album Ricky Martin - Kanada - 2000: für das Album Vuelve - Mexiko - 2002: für das Album The Best of Ricky Martin - 2023: für die Single Tiburones - Kolumbien - 2011: für das Album Música + alma + sexo - Schweden - 1998: für die Single The Cup of Life / La copa de la vida - Spanien - 2000: für das Album Sound Loaded - 2015: für das Streaming Adrenalina - 2016: für die Single Adrenalina - 2024: für die Single Cancion boníta - Vereinigte Staaten - 2000: für das Album Sound Loaded - 2006: für das Album MTV Unplugged (Latin) - Vereinigtes Königreich - 2021: für die Single Livin’ la Vida Loca - Mexiko - 1999: für das Album Ricky Martin - 2007: für das Album MTV Unplugged - Argentinien - 1998: für das Album Vuelve - Australien - 1999: für das Album Ricky Martin - Brasilien - 2022: für die Single Vente pa’ ca - Kanada - 2001: für das Album Sound Loaded - Spanien - 1999: für das Album Ricky Martin - 2007: für den Ringtone Tu recuerdo - Mexiko - 2020: für die Single Vente pa’ ca - Japan - 1999: für das Album Ricky Martin - Mexiko - 2007: für die Single Gracias por pensar en mí - 2007: für die Single Pégate - 2007: für die Single Tu recuerdo - 2019: für die Single Desconocidos - Spanien - 1997: für das Album A Medio Vivir - 2007: für die Single Tu recuerdo - 2008: für die Single No estamos solos - 2017: für die Single Vente pa’ ca - 2021: für die Single La mordidita - Vereinigte Staaten - 2001: für das Album La Historia (Latin) - 2006: für das Album Almas del silencio (Latin) - Mexiko - 2021: für die Single La mordidita - 2021: für das Lied No se me quita - Argentinien - 1995: für das Album A Medio Vivir - Kanada - 2000: für das Videoalbum The Video Collection - Spanien - 1999: für das Album Vuelve - 2008: für den Ringtone No estamos solos - Türkei - 1998: für das Album Vuelve - Vereinigte Staaten - 2000: für das Album Ricky Martin - 2024: für die Single Cancion boníta (Latin) - Neuseeland - 2000: für das Album Ricky Martin - Vereinigte Staaten - 2021: für die Single La mordidita - Frankreich - 1997: für die Single María - Kanada - 1999: für das Album Ricky Martin - Mexiko - 2007: für das Album MTV Unplugged - 2020: für die Single Vente pa’ ca |

## Auszeichnungen nach Alben

### A Medio Vivir
| Land/Region               | Auszeichnungen für Musikverkäufe (Land/Region, Auszeichnung, Verkäufe) | Verkäufe  |
| ------------------------- | ---------------------------------------------------------------------- | --------- |
| Argentinien (CAPIF)       | 6× Platin                                                              | 360.000   |
| Belgien (BRMA)            | Platin                                                                 | (50.000)  |
| Europa (IFPI)             | Platin                                                                 | 1.000.000 |
| Finnland (IFPI)           | Gold                                                                   | (29.363)  |
| Frankreich (SNEP)         | Platin                                                                 | (300.000) |
| Schweiz (IFPI)            | Gold                                                                   | (25.000)  |
| Spanien (Promusicae)      | 4× Platin                                                              | (400.000) |
| Vereinigte Staaten (RIAA) | Gold                                                                   | 500.000   |
| Insgesamt                 | 3× Gold · 13× Platin ·                                                 | 1.860.000 |

### Vuelve
| Land/Region               | Auszeichnungen für Musikverkäufe (Land/Region, Auszeichnung, Verkäufe) | Verkäufe  |
| ------------------------- | ---------------------------------------------------------------------- | --------- |
| Argentinien (CAPIF)       | 3× Platin                                                              | 180.000   |
| Australien (ARIA)         | 2× Platin                                                              | 140.000   |
| Europa (IFPI)             | Platin                                                                 | 1.000.000 |
| Finnland (IFPI)           | Gold                                                                   | (31.595)  |
| Frankreich (SNEP)         | Gold                                                                   | (100.000) |
| Japan (RIAJ)              | Gold                                                                   | 100.000   |
| Kanada (MC)               | 2× Platin                                                              | 200.000   |
| Mexiko (AMPROFON)         | Platin                                                                 | 150.000   |
| Norwegen (IFPI)           | Gold                                                                   | (25.000)  |
| Polen (ZPAV)              | Gold                                                                   | (50.000)  |
| Portugal (AFP)            | Platin                                                                 | (40.000)  |
| Schweden (IFPI)           | Platin                                                                 | (80.000)  |
| Schweiz (IFPI)            | Platin                                                                 | (50.000)  |
| Spanien (Promusicae)      | 6× Platin                                                              | (600.000) |
| Türkei (Mü-YAP)           | 6× Platin                                                              | 180.000   |
| Uruguay (CUD)             | Platin                                                                 | 6.000     |
| Vereinigte Staaten (RIAA) | Platin                                                                 | 1.000.000 |
| Insgesamt                 | 5× Gold · 26× Platin ·                                                 | 2.756.000 |

### Ricky Martin
| Land/Region                  | Auszeichnungen für Musikverkäufe (Land/Region, Auszeichnung, Verkäufe) | Verkäufe   |
| ---------------------------- | ---------------------------------------------------------------------- | ---------- |
| Argentinien (CAPIF)          | Platin                                                                 | 60.000     |
| Australien (ARIA)            | 3× Platin                                                              | 210.000    |
| Brasilien (PMB)              | Gold                                                                   | 100.000    |
| Deutschland (BVMI)           | Gold                                                                   | (250.000)  |
| Europa (IFPI)                | 2× Platin                                                              | 2.000.000  |
| Finnland (IFPI)              | Gold                                                                   | (39.664)   |
| Frankreich (SNEP)            | Gold                                                                   | (100.000)  |
| Japan (RIAJ)                 | 4× Platin                                                              | 800.000    |
| Kanada (MC)                  | Diamant                                                                | 1.000.000  |
| Mexiko (AMPROFON)            | 5× Gold                                                                | 375.000    |
| Neuseeland (RMNZ)            | 8× Platin                                                              | 120.000    |
| Niederlande (NVPI)           | Platin                                                                 | (80.000)   |
| Norwegen (IFPI)              | Platin                                                                 | (50.000)   |
| Österreich (IFPI)            | Gold                                                                   | (25.000)   |
| Philippinen (PARI)           | Gold                                                                   | 20.000     |
| Polen (ZPAV)                 | Platin                                                                 | (100.000)  |
| Schweden (IFPI)              | Platin                                                                 | (80.000)   |
| Schweiz (IFPI)               | Platin                                                                 | (50.000)   |
| Spanien (Promusicae)         | 3× Platin                                                              | (300.000)  |
| Vereinigte Staaten (RIAA)    | 7× Platin                                                              | 7.000.000  |
| Vereinigtes Königreich (BPI) | Platin                                                                 | (300.000)  |
| Insgesamt                    | 7× Gold · 36× Platin · 1× Diamant ·                                    | 11.685.000 |

### Sound Loaded
| Land/Region                  | Auszeichnungen für Musikverkäufe (Land/Region, Auszeichnung, Verkäufe) | Verkäufe  |
| ---------------------------- | ---------------------------------------------------------------------- | --------- |
| Argentinien (CAPIF)          | Gold                                                                   | 20.000    |
| Australien (ARIA)            | 2× Platin                                                              | 140.000   |
| Dänemark (IFPI)              | Gold                                                                   | (25.000)  |
| Deutschland (BVMI)           | Gold                                                                   | (150.000) |
| Europa (IFPI)                | Platin                                                                 | 1.000.000 |
| Finnland (IFPI)              | Gold                                                                   | (24.464)  |
| Japan (RIAJ)                 | Platin                                                                 | 200.000   |
| Kanada (MC)                  | 3× Platin                                                              | 300.000   |
| Mexiko (AMPROFON)            | 3× Gold                                                                | 225.000   |
| Neuseeland (RMNZ)            | Platin                                                                 | 15.000    |
| Norwegen (IFPI)              | Gold                                                                   | (25.000)  |
| Polen (ZPAV)                 | Gold                                                                   | (50.000)  |
| Schweden (IFPI)              | Platin                                                                 | (80.000)  |
| Schweiz (IFPI)               | Platin                                                                 | (20.000)  |
| Spanien (Promusicae)         | 2× Platin                                                              | (200.000) |
| Vereinigte Staaten (RIAA)    | 2× Platin                                                              | 2.000.000 |
| Vereinigtes Königreich (BPI) | Platin                                                                 | (300.000) |
| Insgesamt                    | 8× Gold · 15× Platin ·                                                 | 3.660.000 |

### La Historia
| Land/Region               | Auszeichnungen für Musikverkäufe (Land/Region, Auszeichnung, Verkäufe) | Verkäufe |
| ------------------------- | ---------------------------------------------------------------------- | -------- |
| Argentinien (CAPIF)       | Platin                                                                 | 40.000   |
| Mexiko (AMPROFON)         | Gold                                                                   | 100.000  |
| Schweden (IFPI)           | Platin                                                                 | 60.000   |
| Spanien (Promusicae)      | Gold                                                                   | 50.000   |
| Vereinigte Staaten (RIAA) | 4× Platin                                                              | 400.000  |
| Insgesamt                 | 2× Gold · 6× Platin ·                                                  | 650.000  |

### The Best of Ricky Martin
| Land/Region                  | Auszeichnungen für Musikverkäufe (Land/Region, Auszeichnung, Verkäufe) | Verkäufe |
| ---------------------------- | ---------------------------------------------------------------------- | -------- |
| Australien (ARIA)            | Platin                                                                 | 70.000   |
| Dänemark (IFPI)              | Gold                                                                   | 25.000   |
| Finnland (IFPI)              | Gold                                                                   | 15.726   |
| Mexiko (AMPROFON)            | 2× Platin                                                              | 300.000  |
| Vereinigtes Königreich (BPI) | Gold                                                                   | 100.000  |
| Insgesamt                    | 3× Gold · 3× Platin ·                                                  | 510.726  |

### Almas del silencio
| Land/Region               | Auszeichnungen für Musikverkäufe (Land/Region, Auszeichnung, Verkäufe) | Verkäufe |
| ------------------------- | ---------------------------------------------------------------------- | -------- |
| Argentinien (CAPIF)       | Platin                                                                 | 40.000   |
| Mexiko (AMPROFON)         | Platin                                                                 | 150.000  |
| Portugal (AFP)            | Silber                                                                 | 10.000   |
| Schweiz (IFPI)            | Gold                                                                   | 20.000   |
| Spanien (Promusicae)      | Platin                                                                 | 100.000  |
| Vereinigte Staaten (RIAA) | 4× Platin                                                              | 400.000  |
| Insgesamt                 | 1× Silber · 7× Platin ·                                                | 720.000  |

### Life
| Land/Region         | Auszeichnungen für Musikverkäufe (Land/Region, Auszeichnung, Verkäufe) | Verkäufe |
| ------------------- | ---------------------------------------------------------------------- | -------- |
| Argentinien (CAPIF) | Gold                                                                   | 20.000   |
| Mexiko (AMPROFON)   | Gold                                                                   | 50.000   |
| Insgesamt           | 2× Gold ·                                                              | 70.000   |

### MTV Unplugged
| Land/Region               | Auszeichnungen für Musikverkäufe (Land/Region, Auszeichnung, Verkäufe) | Verkäufe  |
| ------------------------- | ---------------------------------------------------------------------- | --------- |
| Argentinien (CAPIF)       | 2× Platin                                                              | 80.000    |
| Mexiko (AMPROFON)         | Diamant · + 5× Gold                                                    | 750.000   |
| Spanien (Promusicae)      | Gold                                                                   | 50.000    |
| Vereinigte Staaten (RIAA) | 2× Platin                                                              | 200.000   |
| Insgesamt                 | 2× Gold · 6× Platin · 1× Diamant ·                                     | 1.080.000 |

### Black and White Tour
| Land/Region         | Auszeichnungen für Musikverkäufe (Land/Region, Auszeichnung, Verkäufe) | Verkäufe |
| ------------------- | ---------------------------------------------------------------------- | -------- |
| Argentinien (CAPIF) | Gold                                                                   | 20.000   |
| Mexiko (AMPROFON)   | Gold                                                                   | 50.000   |
| Insgesamt           | 2× Gold ·                                                              | 70.000   |

### Música + alma + sexo
| Land/Region               | Auszeichnungen für Musikverkäufe (Land/Region, Auszeichnung, Verkäufe) | Verkäufe |
| ------------------------- | ---------------------------------------------------------------------- | -------- |
| Argentinien (CAPIF)       | Gold                                                                   | 20.000   |
| Chile (IFPI)              | 2× Platin                                                              | 30.000   |
| Kolumbien (ASINCOL)       | 2× Platin                                                              | 20.000   |
| Mexiko (AMPROFON)         | Platin                                                                 | 60.000   |
| Venezuela (APFV)          | Platin                                                                 | 10.000   |
| Vereinigte Staaten (RIAA) | Gold · + Platin (Deluxe Edition)                                       | 150.000  |
| Insgesamt                 | 2× Gold · 7× Platin ·                                                  | 290.000  |

### Greatest Hits: Souvenir Edition
| Land/Region       | Auszeichnungen für Musikverkäufe (Land/Region, Auszeichnung, Verkäufe) | Verkäufe |
| ----------------- | ---------------------------------------------------------------------- | -------- |
| Australien (ARIA) | Gold                                                                   | 35.000   |
| Insgesamt         | 1× Gold ·                                                              | 35.000   |

### A Quien Quiera Escuchar
| Land/Region               | Auszeichnungen für Musikverkäufe (Land/Region, Auszeichnung, Verkäufe) | Verkäufe |
| ------------------------- | ---------------------------------------------------------------------- | -------- |
| Argentinien (CAPIF)       | 2× Platin                                                              | 80.000   |
| Chile (IFPI)              | 2× Platin                                                              | 20.000   |
| Kolumbien (ASINCOL)       | Platin                                                                 | 10.000   |
| Mexiko (AMPROFON)         | Platin                                                                 | 60.000   |
| Venezuela (APFV)          | Gold                                                                   | 5.000    |
| Vereinigte Staaten (RIAA) | Platin                                                                 | 60.000   |
| Insgesamt                 | 1× Gold · 7× Platin ·                                                  | 235.000  |

## Auszeichnungen nach Singles

### Te extraño, te olvido, te amo
| Land/Region       | Auszeichnungen für Musikverkäufe (Land/Region, Auszeichnung, Verkäufe) | Verkäufe |
| ----------------- | ---------------------------------------------------------------------- | -------- |
| Belgien (BRMA)    | Gold                                                                   | 25.000   |
| Frankreich (SNEP) | Gold                                                                   | 250.000  |
| Insgesamt         | 2× Gold ·                                                              | 275.000  |

### María
| Land/Region        | Auszeichnungen für Musikverkäufe (Land/Region, Auszeichnung, Verkäufe) | Verkäufe  |
| ------------------ | ---------------------------------------------------------------------- | --------- |
| Australien (ARIA)  | Platin                                                                 | 70.000    |
| Belgien (BRMA)     | 2× Platin                                                              | 100.000   |
| Deutschland (BVMI) | Gold                                                                   | 250.000   |
| Frankreich (SNEP)  | Diamant                                                                | 750.000   |
| Neuseeland (RMNZ)  | Gold                                                                   | 5.000     |
| Schweden (IFPI)    | Gold                                                                   | 15.000    |
| Schweiz (IFPI)     | Gold                                                                   | 25.000    |
| Insgesamt          | 4× Gold · 3× Platin · 1× Diamant ·                                     | 1.215.000 |

### The Cup of Life / La copa de la vida
| Land/Region        | Auszeichnungen für Musikverkäufe (Land/Region, Auszeichnung, Verkäufe) | Verkäufe |
| ------------------ | ---------------------------------------------------------------------- | -------- |
| Australien (ARIA)  | Platin                                                                 | 70.000   |
| Belgien (BRMA)     | Platin                                                                 | 50.000   |
| Deutschland (BVMI) | Gold                                                                   | 250.000  |
| Frankreich (SNEP)  | Platin                                                                 | 500.000  |
| Norwegen (IFPI)    | Gold                                                                   | 10.000   |
| Schweden (IFPI)    | 2× Platin                                                              | 60.000   |
| Schweiz (IFPI)     | Gold                                                                   | 25.000   |
| Insgesamt          | 3× Gold · 5× Platin ·                                                  | 955.000  |

### Livin’ la Vida Loca
| Land/Region                  | Auszeichnungen für Musikverkäufe (Land/Region, Auszeichnung, Verkäufe) | Verkäufe  |
| ---------------------------- | ---------------------------------------------------------------------- | --------- |
| Australien (ARIA)            | 2× Platin                                                              | 140.000   |
| Belgien (BRMA)               | Gold                                                                   | 25.000    |
| Brasilien (PMB)              | Gold                                                                   | 30.000    |
| Dänemark (IFPI)              | Gold                                                                   | 45.000    |
| Deutschland (BVMI)           | Gold                                                                   | 250.000   |
| Frankreich (SNEP)            | Silber                                                                 | 125.000   |
| Italien (FIMI)               | Gold                                                                   | 25.000    |
| Neuseeland (RMNZ)            | Platin                                                                 | 30.000    |
| Norwegen (IFPI)              | Gold                                                                   | 10.000    |
| Schweden (IFPI)              | Gold                                                                   | 15.000    |
| Spanien (Promusicae)         | Gold                                                                   | 30.000    |
| Vereinigte Staaten (RIAA)    | Platin                                                                 | 1.000.000 |
| Vereinigtes Königreich (BPI) | 2× Platin                                                              | 1.200.000 |
| Insgesamt                    | 1× Silber · 8× Gold · 6× Platin ·                                      | 2.925.000 |

### She’s all I Ever Had
| Land/Region               | Auszeichnungen für Musikverkäufe (Land/Region, Auszeichnung, Verkäufe) | Verkäufe |
| ------------------------- | ---------------------------------------------------------------------- | -------- |
| Australien (ARIA)         | Gold                                                                   | 35.000   |
| Vereinigte Staaten (RIAA) | Gold                                                                   | 500.000  |
| Insgesamt                 | 2× Gold ·                                                              | 535.000  |

### Shake Your Bon-Bon
| Land/Region       | Auszeichnungen für Musikverkäufe (Land/Region, Auszeichnung, Verkäufe) | Verkäufe |
| ----------------- | ---------------------------------------------------------------------- | -------- |
| Australien (ARIA) | Gold                                                                   | 35.000   |
| Insgesamt         | 1× Gold ·                                                              | 35.000   |

### Private Emotion
| Land/Region     | Auszeichnungen für Musikverkäufe (Land/Region, Auszeichnung, Verkäufe) | Verkäufe |
| --------------- | ---------------------------------------------------------------------- | -------- |
| Schweden (IFPI) | Gold                                                                   | 15.000   |
| Insgesamt       | 1× Gold ·                                                              | 15.000   |

### She Bangs
| Land/Region                  | Auszeichnungen für Musikverkäufe (Land/Region, Auszeichnung, Verkäufe) | Verkäufe |
| ---------------------------- | ---------------------------------------------------------------------- | -------- |
| Australien (ARIA)            | Platin                                                                 | 70.000   |
| Dänemark (IFPI)              | Gold                                                                   | 10.000   |
| Neuseeland (RMNZ)            | Gold                                                                   | 5.000    |
| Schweden (IFPI)              | Gold                                                                   | 15.000   |
| Vereinigtes Königreich (BPI) | Silber                                                                 | 200.000  |
| Insgesamt                    | 1× Silber · 3× Gold · 1× Platin ·                                      | 300.000  |

### Nobody Wants to be Lonely
| Land/Region                  | Auszeichnungen für Musikverkäufe (Land/Region, Auszeichnung, Verkäufe) | Verkäufe |
| ---------------------------- | ---------------------------------------------------------------------- | -------- |
| Australien (ARIA)            | Gold                                                                   | 35.000   |
| Dänemark (IFPI)              | Gold                                                                   | 10.000   |
| Schweden (IFPI)              | Gold                                                                   | 15.000   |
| Schweiz (IFPI)               | Gold                                                                   | 20.000   |
| Vereinigtes Königreich (BPI) | Silber                                                                 | 200.000  |
| Insgesamt                    | 1× Silber · 4× Gold ·                                                  | 280.000  |

### El ultimo adiós
| Land/Region          | Auszeichnungen für Musikverkäufe (Land/Region, Auszeichnung, Verkäufe) | Verkäufe |
| -------------------- | ---------------------------------------------------------------------- | -------- |
| Spanien (Promusicae) | Platin                                                                 | 60.000   |
| Insgesamt            | 1× Platin ·                                                            | 60.000   |

### It’s Alright
| Land/Region       | Auszeichnungen für Musikverkäufe (Land/Region, Auszeichnung, Verkäufe) | Verkäufe |
| ----------------- | ---------------------------------------------------------------------- | -------- |
| Frankreich (SNEP) | Silber                                                                 | 100.000  |
| Insgesamt         | 1× Silber ·                                                            | 100.000  |

### Tu recuerdo
| Land/Region          | Auszeichnungen für Musikverkäufe (Land/Region, Auszeichnung, Verkäufe) | Verkäufe |
| -------------------- | ---------------------------------------------------------------------- | -------- |
| Mexiko (AMPROFON)    | 4× Platin · + Gold (Ringtone)                                          | 410.000  |
| Spanien (Promusicae) | 4× Platin · + 3× Platin (Ringtone)                                     | 140.000  |
| Insgesamt            | 1× Gold · 11× Platin ·                                                 | 550.000  |

### Pégate
| Land/Region       | Auszeichnungen für Musikverkäufe (Land/Region, Auszeichnung, Verkäufe) | Verkäufe |
| ----------------- | ---------------------------------------------------------------------- | -------- |
| Mexiko (AMPROFON) | 4× Platin                                                              | 400.000  |
| Insgesamt         | 4× Platin ·                                                            | 400.000  |

### Gracias por pensar en mí
| Land/Region       | Auszeichnungen für Musikverkäufe (Land/Region, Auszeichnung, Verkäufe) | Verkäufe |
| ----------------- | ---------------------------------------------------------------------- | -------- |
| Mexiko (AMPROFON) | 4× Platin                                                              | 400.000  |
| Insgesamt         | 4× Platin ·                                                            | 400.000  |

### Non siamo soli / No estamos solos
| Land/Region          | Auszeichnungen für Musikverkäufe (Land/Region, Auszeichnung, Verkäufe) | Verkäufe |
| -------------------- | ---------------------------------------------------------------------- | -------- |
| Italien (FIMI)       | —                                                                      | 55.000   |
| Spanien (Promusicae) | 4× Platin · + 6× Platin (Ringtone)                                     | 200.000  |
| Insgesamt            | 10× Platin ·                                                           | 255.000  |

### Lo mejor de mi vida eres tu
| Land/Region       | Auszeichnungen für Musikverkäufe (Land/Region, Auszeichnung, Verkäufe) | Verkäufe |
| ----------------- | ---------------------------------------------------------------------- | -------- |
| Mexiko (AMPROFON) | Platin                                                                 | 60.000   |
| Insgesamt         | 1× Platin ·                                                            | 60.000   |

### Más
| Land/Region       | Auszeichnungen für Musikverkäufe (Land/Region, Auszeichnung, Verkäufe) | Verkäufe |
| ----------------- | ---------------------------------------------------------------------- | -------- |
| Mexiko (AMPROFON) | Gold                                                                   | 30.000   |
| Insgesamt         | 1× Gold ·                                                              | 30.000   |

### Come With Me
| Land/Region       | Auszeichnungen für Musikverkäufe (Land/Region, Auszeichnung, Verkäufe) | Verkäufe |
| ----------------- | ---------------------------------------------------------------------- | -------- |
| Australien (ARIA) | Gold                                                                   | 35.000   |
| Mexiko (AMPROFON) | Gold                                                                   | 30.000   |
| Insgesamt         | 2× Gold ·                                                              | 65.000   |

### Vida
| Land/Region       | Auszeichnungen für Musikverkäufe (Land/Region, Auszeichnung, Verkäufe) | Verkäufe |
| ----------------- | ---------------------------------------------------------------------- | -------- |
| Mexiko (AMPROFON) | Gold                                                                   | 30.000   |
| Insgesamt         | 1× Gold ·                                                              | 30.000   |

### Adiós
| Land/Region          | Auszeichnungen für Musikverkäufe (Land/Region, Auszeichnung, Verkäufe) | Verkäufe |
| -------------------- | ---------------------------------------------------------------------- | -------- |
| Mexiko (AMPROFON)    | 3× Gold                                                                | 90.000   |
| Spanien (Promusicae) | Gold                                                                   | 20.000   |
| Insgesamt            | 2× Gold · 1× Platin ·                                                  | 110.000  |

### Adrenalina
| Land/Region          | Auszeichnungen für Musikverkäufe (Land/Region, Auszeichnung, Verkäufe) | Verkäufe |
| -------------------- | ---------------------------------------------------------------------- | -------- |
| Italien (FIMI)       | Gold                                                                   | 15.000   |
| Mexiko (AMPROFON)    | Platin                                                                 | 60.000   |
| Spanien (Promusicae) | 2× Platin                                                              | 80.000   |
| Insgesamt            | 1× Gold · 3× Platin ·                                                  | 155.000  |

### Disparo al corazón
| Land/Region       | Auszeichnungen für Musikverkäufe (Land/Region, Auszeichnung, Verkäufe) | Verkäufe |
| ----------------- | ---------------------------------------------------------------------- | -------- |
| Mexiko (AMPROFON) | Platin                                                                 | 60.000   |
| Insgesamt         | 1× Platin ·                                                            | 60.000   |

### La mordidita
| Land/Region               | Auszeichnungen für Musikverkäufe (Land/Region, Auszeichnung, Verkäufe) | Verkäufe  |
| ------------------------- | ---------------------------------------------------------------------- | --------- |
| Brasilien (PMB)           | Gold                                                                   | 20.000    |
| Italien (FIMI)            | Platin                                                                 | 50.000    |
| Mexiko (AMPROFON)         | 9× Gold                                                                | 270.000   |
| Polen (ZPAV)              | Gold                                                                   | 25.000    |
| Spanien (Promusicae)      | 4× Platin                                                              | 160.000   |
| Vereinigte Staaten (RIAA) | 15× Platin                                                             | 900.000   |
| Insgesamt                 | 3× Gold · 14× Platin · 1× Diamant ·                                    | 1.425.000 |

### Perdóname
| Land/Region       | Auszeichnungen für Musikverkäufe (Land/Region, Auszeichnung, Verkäufe) | Verkäufe |
| ----------------- | ---------------------------------------------------------------------- | -------- |
| Mexiko (AMPROFON) | Gold                                                                   | 30.000   |
| Insgesamt         | 1× Gold ·                                                              | 30.000   |

### Vente pa’ ca
| Land/Region          | Auszeichnungen für Musikverkäufe (Land/Region, Auszeichnung, Verkäufe) | Verkäufe  |
| -------------------- | ---------------------------------------------------------------------- | --------- |
| Argentinien (CAPIF)  | Gold                                                                   | 10.000    |
| Brasilien (PMB)      | 3× Platin                                                              | 180.000   |
| Chile (IFPI)         | Platin                                                                 | 80.000    |
| Frankreich (SNEP)    | Gold                                                                   | 100.000   |
| Italien (FIMI)       | Platin                                                                 | 50.000    |
| Kanada (MC)          | Gold                                                                   | 40.000    |
| Mexiko (AMPROFON)    | Diamant · + 7× Gold                                                    | 510.000   |
| Polen (ZPAV)         | Platin                                                                 | 50.000    |
| Schweden (IFPI)      | Gold                                                                   | 20.000    |
| Schweiz (IFPI)       | Platin                                                                 | 30.000    |
| Spanien (Promusicae) | 4× Platin                                                              | 160.000   |
| Insgesamt            | 5× Gold · 14× Platin · 1× Diamant ·                                    | 1.230.000 |

### Fiebre
| Land/Region               | Auszeichnungen für Musikverkäufe (Land/Region, Auszeichnung, Verkäufe) | Verkäufe |
| ------------------------- | ---------------------------------------------------------------------- | -------- |
| Mexiko (AMPROFON)         | Platin                                                                 | 60.000   |
| Spanien (Promusicae)      | Gold                                                                   | 20.000   |
| Vereinigte Staaten (RIAA) | Platin                                                                 | 60.000   |
| Insgesamt                 | 1× Gold · 2× Platin ·                                                  | 150.000  |

### Desconocidos
| Land/Region       | Auszeichnungen für Musikverkäufe (Land/Region, Auszeichnung, Verkäufe) | Verkäufe |
| ----------------- | ---------------------------------------------------------------------- | -------- |
| Mexiko (AMPROFON) | 4× Platin                                                              | 240.000  |
| Insgesamt         | 4× Platin ·                                                            | 240.000  |

### Cántalo
| Land/Region               | Auszeichnungen für Musikverkäufe (Land/Region, Auszeichnung, Verkäufe) | Verkäufe |
| ------------------------- | ---------------------------------------------------------------------- | -------- |
| Vereinigte Staaten (RIAA) | Gold                                                                   | 30.000   |
| Insgesamt                 | 1× Gold ·                                                              | 30.000   |

### Tiburones
| Land/Region       | Auszeichnungen für Musikverkäufe (Land/Region, Auszeichnung, Verkäufe) | Verkäufe |
| ----------------- | ---------------------------------------------------------------------- | -------- |
| Mexiko (AMPROFON) | 2× Platin                                                              | 120.000  |
| Insgesamt         | 2× Platin ·                                                            | 120.000  |

### Falta amor
| Land/Region               | Auszeichnungen für Musikverkäufe (Land/Region, Auszeichnung, Verkäufe) | Verkäufe |
| ------------------------- | ---------------------------------------------------------------------- | -------- |
| Spanien (Promusicae)      | Gold                                                                   | 30.000   |
| Vereinigte Staaten (RIAA) | Platin                                                                 | 60.000   |
| Insgesamt                 | 1× Gold · 1× Platin ·                                                  | 90.000   |

### Cancion boníta
| Land/Region               | Auszeichnungen für Musikverkäufe (Land/Region, Auszeichnung, Verkäufe) | Verkäufe |
| ------------------------- | ---------------------------------------------------------------------- | -------- |
| Mexiko (AMPROFON)         | Gold                                                                   | 70.000   |
| Spanien (Promusicae)      | 2× Platin                                                              | 120.000  |
| Vereinigte Staaten (RIAA) | 7× Platin                                                              | 420.000  |
| Zentralamerika (CFC)      | Platin                                                                 | 70.000   |
| Insgesamt                 | 1× Gold · 10× Platin ·                                                 | 680.000  |

### Qué Rico Fuera
| Land/Region               | Auszeichnungen für Musikverkäufe (Land/Region, Auszeichnung, Verkäufe) | Verkäufe |
| ------------------------- | ---------------------------------------------------------------------- | -------- |
| Vereinigte Staaten (RIAA) | Gold                                                                   | 30.000   |
| Insgesamt                 | 1× Gold ·                                                              | 30.000   |

## Auszeichnungen nach Liedern

### Recuerdo
| Land/Region       | Auszeichnungen für Musikverkäufe (Land/Region, Auszeichnung, Verkäufe) | Verkäufe |
| ----------------- | ---------------------------------------------------------------------- | -------- |
| Mexiko (AMPROFON) | Gold                                                                   | 30.000   |
| Insgesamt         | 1× Gold ·                                                              | 30.000   |

### No se me quita
| Land/Region               | Auszeichnungen für Musikverkäufe (Land/Region, Auszeichnung, Verkäufe) | Verkäufe |
| ------------------------- | ---------------------------------------------------------------------- | -------- |
| Brasilien (PMB)           | Gold                                                                   | 20.000   |
| Mexiko (AMPROFON)         | 9× Gold                                                                | 270.000  |
| Spanien (Promusicae)      | Gold                                                                   | 30.000   |
| Vereinigte Staaten (RIAA) | Platin                                                                 | 60.000   |
| Insgesamt                 | 3× Gold · 5× Platin ·                                                  | 380.000  |

## Auszeichnungen nach Musikstreamings

### Adrenalina
| Land/Region          | Auszeichnungen für Musikverkäufe (Land/Region, Auszeichnung, Verkäufe) | Verkäufe   |
| -------------------- | ---------------------------------------------------------------------- | ---------- |
| Spanien (Promusicae) | 2× Platin                                                              | 20.000.000 |
| Insgesamt            | 2× Platin ·                                                            | 20.000.000 |

## Auszeichnungen nach Videoalben

### The Video Collection
| Land/Region                  | Auszeichnungen für Musikverkäufe (Land/Region, Auszeichnung, Verkäufe) | Verkäufe |
| ---------------------------- | ---------------------------------------------------------------------- | -------- |
| Kanada (MC)                  | 6× Platin                                                              | 60.000   |
| Vereinigte Staaten (RIAA)    | Platin                                                                 | 100.000  |
| Vereinigtes Königreich (BPI) | Gold                                                                   | 25.000   |
| Insgesamt                    | 1× Gold · 7× Platin ·                                                  | 185.000  |

### One Night Only
| Land/Region               | Auszeichnungen für Musikverkäufe (Land/Region, Auszeichnung, Verkäufe) | Verkäufe |
| ------------------------- | ---------------------------------------------------------------------- | -------- |
| Vereinigte Staaten (RIAA) | Platin                                                                 | 100.000  |
| Insgesamt                 | 1× Platin ·                                                            | 100.000  |

### MTV Unplugged
| Land/Region               | Auszeichnungen für Musikverkäufe (Land/Region, Auszeichnung, Verkäufe) | Verkäufe |
| ------------------------- | ---------------------------------------------------------------------- | -------- |
| Argentinien (CAPIF)       | Platin                                                                 | 8.000    |
| Vereinigte Staaten (RIAA) | Gold                                                                   | 50.000   |
| Insgesamt                 | 1× Gold · 1× Platin ·                                                  | 58.000   |

### Black & White Tour
| Land/Region          | Auszeichnungen für Musikverkäufe (Land/Region, Auszeichnung, Verkäufe) | Verkäufe |
| -------------------- | ---------------------------------------------------------------------- | -------- |
| Spanien (Promusicae) | Gold                                                                   | 10.000   |
| Insgesamt            | 1× Gold ·                                                              | 10.000   |

## Statistik und Quellen
| Land/RegionAuszeichnungen für Musikverkäufe (Land/Region, Auszeichnungen, Verkäufe, Quellen) | Silber     | Gold       | Platin         | Diamant     | Verkäufe   | Quellen |
| -------------------------------------------------------------------------------------------- | ---------- | ---------- | -------------- | ----------- | ---------- | --- |
| Argentinien (CAPIF)                                                                          | —          | 5× Gold5   | 17× Platin17   | —           | 938.000    | capif.org.ar (Memento vom 31. Mai 2011 im Internet Archive) AR2 (Memento vom 6. Juli 2011 im Internet Archive) AR3 (Memento vom 20. August 2011 im Internet Archive) |
| Australien (ARIA)                                                                            | —          | 5× Gold5   | 13× Platin13   | —           | 1.085.000  | aria.com.au |
| Belgien (BRMA)                                                                               | —          | 2× Gold2   | 4× Platin4     | —           | 200.000    | ultratop.be |
| Brasilien (PMB)                                                                              | —          | 4× Gold4   | 3× Platin3     | —           | 350.000    | pro-musicabr.org.br |
| Chile (IFPI)                                                                                 | —          | —          | 5× Platin5     | —           | 130.000    | profovi.cl |
| Dänemark (IFPI)                                                                              | —          | 5× Gold5   | —              | —           | 115.000    | ifpi.dk |
| Deutschland (BVMI)                                                                           | —          | 5× Gold5   | —              | —           | 1.150.000  | musikindustrie.de |
| Europa (IFPI)                                                                                | —          | —          | 5× Platin5     | —           | 5.000.000  | ifpi.org (Memento vom 15. Oktober 2013 im Internet Archive) |
| Finnland (IFPI)                                                                              | —          | 5× Gold5   | —              | —           | 140.812    | ifpi.fi |
| Frankreich (SNEP)                                                                            | 2× Silber2 | 4× Gold4   | 2× Platin2     | Diamant1    | 2.325.000  | infodisc.fr snepmusique.com |
| Italien (FIMI)                                                                               | —          | 2× Gold2   | 2× Platin2     | —           | 195.000    | fimi.it |
| Japan (RIAJ)                                                                                 | —          | Gold1      | 5× Platin5     | —           | 1.100.000  | riaj.or.jp |
| Kanada (MC)                                                                                  | —          | Gold1      | 11× Platin11   | Diamant1    | 1.600.000  | musiccanada.com |
| Kolumbien (ASINCOL)                                                                          | —          | —          | 3× Platin3     | —           | 30.000     | Einzelnachweise |
| Mexiko (AMPROFON)                                                                            | —          | 17× Gold17 | 45× Platin45   | 2× Diamant2 | 5.260.000  | amprofon.com.mx |
| Neuseeland (RMNZ)                                                                            | —          | 2× Gold2   | 10× Platin10   | —           | 175.000    | aotearoamusiccharts.co.nz NZ2 |
| Niederlande (NVPI)                                                                           | —          | —          | Platin1        | —           | 80.000     | nvpi.nl |
| Norwegen (IFPI)                                                                              | —          | 4× Gold4   | Platin1        | —           | 120.000    | ifpi.no (Memento vom 5. November 2012 im Internet Archive) |
| Österreich (IFPI)                                                                            | —          | Gold1      | —              | —           | 25.000     | ifpi.at |
| Philippinen (PARI)                                                                           | —          | Gold1      | —              | —           | 20.000     | pari.com.ph |
| Polen (ZPAV)                                                                                 | —          | 3× Gold3   | 2× Platin2     | —           | 275.000    | olis.pl |
| Portugal (AFP)                                                                               | Silber1    | —          | Platin1        | —           | 50.000     | Einzelnachweise |
| Schweden (IFPI)                                                                              | —          | 6× Gold6   | 6× Platin6     | —           | 440.000    | sverigetopplistan.se SE2 (Memento vom 17. Juli 2012 im Internet Archive)                                                                                             |
| Schweiz (IFPI)                                                                               | —          | 6× Gold6   | 3× Platin3     | —           | 260.000    | hitparade.ch |
| Spanien (Promusicae)                                                                         | —          | 7× Gold7   | 48× Platin48   | —           | 2.710.000  | elportaldemusica.es ES2 ES3 |
| Türkei (Mü-YAP)                                                                              | —          | —          | 6× Platin6     | —           | 180.000    | Einzelnachweise |
| Uruguay (CUD)                                                                                | —          | —          | Platin1        | —           | 6.000      | cudisco.org |
| Venezuela (APFV)                                                                             | —          | Gold1      | Platin1        | —           | 15.000     | Einzelnachweise |
| Vereinigte Staaten (RIAA)                                                                    | —          | 6× Gold6   | 40× Platin40   | Diamant1    | 15.020.000 | riaa.com |
| Vereinigtes Königreich (BPI)                                                                 | 2× Silber2 | 2× Gold2   | 4× Platin4     | —           | 2.325.000  | bpi.co.uk |
| Zentralamerika (CFC)                                                                         | —          | —          | Platin1        | —           | 70.000     | cfc-musica.com |
| Insgesamt                                                                                    | 5× Silber5 | 94× Gold94 | 241× Platin241 | 5× Diamant5 |            | |